# Фоминых, Владимир Викторович
Владимир Викторович Фоминых (30 апреля  1952 — 7 июля 2015, Белокуриха, Алтайский край, Российская Федерация) — советский и российский тренер по сноуборду, заслуженный тренер России.

## Биография
Мастер спорта по горнолыжному спорту. С 1994 г. начал развивать сноуборд. Основатель таштагольской школы сноуборда.
Среди его учеников: участник Олимпийских игр, старший тренер сборной России в поворотных дисциплинах Денис Салагаев, первая российская медалистка чемпионатов мира в поворотных дисциплинах (2005) Светлана Болдыкова, первый в отечественной истории чемпион мира среди мужчин (2015) Андрей Соболев, лидеры женской сборной России Наталья Соболева (поворотные дисциплины) и Кристина Пауль (брод-кросс), победитель этапа Кубка мира (2013) Станислав Детков, многократный чемпион России Андрей Болдыков.
Воспитал чемпионку мира-2007, победительницу Кубка мира в общем зачёте (сезона 2010/11) Екатерину Тудегешеву. В 2007 г. после чемпионата мира признан[кем?] лучшим тренером по версии Международной федерации лыжного спорта.
В 1999—2008 гг. — старший тренер сборной России по сноуборду. Освобождён от должности по решению президента Олимпийского комитета России Леонида Тягачёва.

 «О причинах разрыва с Катей [Тудегешевой] не хочу говорить, там задета ее личная жизнь. Поэтому не имею права, — вздыхает тренер, переводя взгляд на портрет из Турина-2006, где Тудегешева и Фоминых счастливо улыбаются. — Но, думаю, дело не только в личной жизни. Через полгода после того, как меня вывели из сборной России, один из наших тренеров за мою воспитанницу Тудегешеву получил звание заслуженного тренера России. А моя „русская болезнь“ — в диких условиях готовить новых чемпионов мира». — 

## Награды и звания
Заслуженный тренер России.